# Жена са крајоликом
Жена са крајоликом је југословенски, српски и босански филм снимљен 1989. године. Сценариста и режисер филма био је Ивица Матић, који је на крају снимања филма преминуо од срчаног удара. Филм је приказиван на фестивалима широм света, где је добијао добре критике као и награде. На фестивалу југословенског играног филма у Пули 1989. године добио је награду Златна арена, као и награду на Међународном филмском фестивалу у Монтреалу 1990. године - Награда екуменстог жирија, Награду YU Fipresci, Посебну велику награду жирија.